# Saint-Laurent-de-la-Prée
Saint-Laurent-de-la-Prée – miejscowość i gmina we Francji, w regionie Nowa Akwitania, w departamencie Charente-Maritime.
Według danych na rok 1990 gminę zamieszkiwało 1256 osób, a gęstość zaludnienia wynosiła 46 osób/km² (wśród 1467 gmin regionu Poitou-Charentes Saint-Laurent-de-la-Prée plasuje się na 230. miejscu pod względem liczby ludności, natomiast pod względem powierzchni na miejscu 216.).